# Ermita de Los Cristos (Mascaraque)
La Ermita de Los Cristos es una construcción situada en pleno casco urbano de la villa de Mascaraque, entre la Calle Real y la Plaza de Curato. Ha sido recientemente restaurada en su totalidad por la Junta de Comunidades de Castilla-La Mancha. Su uso está cedido al Ayuntamiento de la localidad para la realización de actos culturales y albergar el museo del pintor local Juan Correa de Vivar. De igual manera, en la época invernal tienen lugar los actos religiosos de la localidad.
La Ermita es de un diseño bellísimo en sí misma y la obra expuesta no sólo resalta la belleza de la edificación sino que la enriquece y hace del binomio ermita-obra un conjunto no sólo digno de admiración, sino que además por su contenido y por su continente, digno de ser calificado como un evento cultural de primer orden.
Las obras expuesta son reproducciones a tamaño natural del pintor de la localidad Juan Correa de Vivar. No todas han sido reproducidas utilizando la misma técnica, muy al contrario, han sido el fruto de la experimentación de diferentes técnicas asistidas por ordenador y realizadas en diferentes texturas para obtener el más fiel reflejo de la obra original del pintor. 
Alguien con toda razón podría preguntarse si se encuentra ante una exposición de arte o de decoración, aunque sería inútil la pregunta, porque no existe respuesta. La única respuesta válida para los espectadores es si la obra expuesta y el conjunto les gusta o no les gusta, lo demás es intrascendente. Cada día descubrimos asombrados nuevos conceptos, nuevos formas, nuevas expresiones a las cuales se les llama arte, aunque no todo el mundo llega a comprender ni a compartir tal calificación y a veces se produce un divorcio entre entendidos y público en general. 
Eso es justamente lo que aquí no se busca, pero quien quiera entrar en polémica les decimos que manejar los píxeles, multiplicarlos, tamizarlos, reordenarlos y finalmente obtener una reproducción que trasmita al espectador del siglo XXI un fiel reflejo de la obra de un pintor del siglo XVI y de su tiempo, es cuando menos un hecho sobresaliente, pero no es eso lo que más valoramos, sino que esta obra está al alcance de quien quiera llevársela a su casa, es más, deseamos que eso se produzca, y que poco a poco reemplace de los hogares de los Castellanos Manchegos obras, copias o litografías de autores lejanos y distantes que nada nos dicen y que nada nos aportan a nuestro acervo cultural.
Todas las obras expuestas están patrocinadas y costeadas por particulares y por empresas del lugar, eso quiere decir que no se ha contado con subvenciones ni con ayudas de organismos, por tanto, ha sido una iniciativa asumida totalmente por particulares identificados con el pueblo. También resaltar que no es fácil tropezarse de buenas a primeras con un genio, pero justo eso es lo que les ha ocurrido a los ciudadanos de esta localidad de Mascaraque, que tenían entre sus antepasados a un pintor sublime y genial, con una obra excepcional y eso es lo que desean ofrecerles a sus paisanos y visitantes que vengan y que disfruten de esta exposición; quizás única en el mundo del estilo “Manierismo Tardío”, aunque bien podríamos denominarlo “Manierismo Tardío Toledano”, rechazando la calificación de “Manierismo Rafaelesco”.
- Datos: Q5835922